# Filchnerella tientsuensis
Filchnerella tientsuensis is een rechtvleugelig insect uit de familie Pamphagidae. De wetenschappelijke naam van deze soort is voor het eerst geldig gepubliceerd in 1978 door Chang, Wang & Kan.